# Старово (Киржачский район)
Старово — деревня в Киржачском районе Владимирской области России, входит в состав Першинского сельского поселения. 
На картах А. И. Менде XIX века деревня называлась «Старая».

## География
Деревня расположена в 24 км на юго-восток от центра поселения посёлка Першино и в 17 км на юг от райцентра города Киржач.

## История
По данным на 1860 год сельцо принадлежало Елизавете Степановне Мухановой.
В XIX — начале XX века деревня входила в состав Финеевской волости Покровского уезда, с 1926 года — в составе Киржачской волости Александровского уезда. В 1859 году в деревне числилось 36 дворов, в 1926 году — 88 дворов.
В XIX — начале XX века деревня относилась к Ильинскому церковному приходу. 
В Покровском уезде был распространён ящичный промысел, занимались им в селе Финеево, а также в деревнях Старово и Любимеж. Делали так называемые початочные ящики. Початочными ящиками называлась тара для укладки на фабриках так называемых початков, то-есть шпуль с пряжей. В этих 3-х деревнях на рубеже XIX и XX веков насчитывалось 27 ящечников. Промысел этот появился здесь в середине XIX века и стал вытеснять производство парниковых рам и погребных лестниц. В 1908 году форма производства — мелко ремесленная с наёмными рабочими. Обычно, хозяин мастерской работал сам или с сыном и нанимал 2—3 рабочих. В селе Старове было до 10 таких мастерских.
С 1929 года деревня являлась центром Старовского сельсовета Киржачского района, с 1940 года — в составе Финеевского сельсовета, с 1971 года — в составе Федоровского сельсовета, с 2005 года — в составе Першинского сельского поселения.

## Население
| 1859 | 1926 | 2002 | 2010 | 2021 |
| ---- | ---- | ---- | ---- | ---- |
| 225  | ↗389 | ↘31  | ↗37  | ↘16  |